# Saint-Avit (Lot-et-Garonne)
Saint-Avit település Franciaországban, Lot-et-Garonne megyében. Lakosainak száma 183 fő (2022. január 1.). Saint-Avit Monteton, Cambes, Caubon-Saint-Sauveur, Escassefort, Lachapelle, Lévignac-de-Guyenne és Mauvezin-sur-Gupie községekkel határos.

## Népesség
A település népessége az elmúlt években az alábbi módon változott:
| Lakosok száma | 199  | 142  | 164  | 179  | 166  | 168  | 170  | 175  | 175  | 183  |
|               | 1968 | 1982 | 1990 | 2006 | 2013 | 2015 | 2017 | 2019 | 2020 | 2022 |